# Neosqualodon
Neosqualodon és un gènere extint de cetacis de la família dels esqualodòntids que visqueren a l'oceà de Tetis durant el Miocè, fa entre 5,3 i 23 milions d'anys. Se n'han trobat restes fòssils a Itàlia (Emília-Romanya i Sicília) i Malta. Tenien dents apicals que es projectaven cap endavant. En general, tant les dents com la mandíbula eren més curts i robustos que en el seu parent proper Squalodon. L'esmalt dental presentava denticles d'un gruix considerable. El nom genèric Neosqualodon significa ‘nou Squalodon’.